# Gamme d'usinage
Cet article court présente un sujet plus développé dans : Gamme de fabrication.
La gamme d'usinage est une feuille donnant l’ordre chronologique des différentes opérations d’usinage d’une pièce en fonction des moyens d’usinage.

La feuille résume l’étude et doit :
- permettre l’identification de la pièce étudiée ;
- présenter très clairement la succession des phases ;
- préciser les surfaces usinées à chaque phase ;
- indiquer le temps alloué pour l’usinage de la pièce.

## Rédaction de la feuille de gamme

### Numéro de gamme
Il doit y avoir autant de gammes que de pièces dans l’ensemble à fabriquer. Si un ensemble comporte 7 pièces, il y a 7 gammes numérotées 1/7, 2/7,… 7/7.

### Identification de la pièce
D’après les indications du dessin :
- Elément : nom de la pièce ;
- Organe : nom de l’organe auquel appartient la pièce ;
- Ensemble : nom du mécanisme à réaliser ;
- Dessin : numéro de dessin ;
- Repère : numéro ou lettre servant de repère à la pièce ;
- Matière : nature du métal à usiner complétée par l’indication d’une caractéristique mécanique, du traitement thermique, etc. ;
- Etat brut : état du métal brut, complété parfois par des dimensions (longueur du débit, poids, etc.) ;
- Nombre de pièces :

### Dessin de la pièce
Établir un dessin simplifié de la pièce, avec quelques cotes remarquables et le repérage des surfaces usinées, pour faciliter la lecture de la gamme.

### Spécification des phases
Spécifier chaque phase d’après la gamme adoptée :
- Numéro de phase : (de 10 en 10, ce qui permet l’introduction d’une phase mal placée ou oubliée), désignation des phases et indication des sous-phases, énumération des surfaces usinées (ébauche, finition) ;
- Machine-outil : indiquer seulement le type de machine ;
- Échelon : préciser la qualification de l’opérateur ;
- Croquis : préciser à l’aide d’un schéma, les opérations à effectuer ;
- Outillage : citer l’outillage spécial, à prendre en magasin ;
- Contrôle : citer le matériel spécial, à prendre en magasin ;
- Temps :  temps alloué d’après les feuilles d’instructions (temps calculé ou estimé).